# IHF Super Globe de 2014
O IHF Super Globe de 2014 foi a sétima edição do torneio de clubes continentais, sediado em Doha, Qatar, entre os dias 7 a 12 de setembro no Al-Gharafa Sports Club Hall.
O Barcelona FC foi o campeão ao vencer o Al Sadd por 34-26 na final.

## Edição 2014
Os times participantes:
- HC Taubaté
- SG Flensburg-Handewitt
- El Jaish
- Al Sadd
- Al Ahli[2]
- FC Barcelona
- Espérance Tunis
- Sydney University

## Classificação final
| 1 | FC Barcelona        |
| 2 | Al Sadd             |
| 3 | Flensburg-Handewitt |
| 4 | El Jaish            |
| 5 | Espérance de Tunis  |
| 6 | HC Taubaté          |
| 7 | Al Ahli             |
| 8 | Sydney University   |